# La Groise
La Groise – miejscowość i gmina we Francji, w regionie Hauts-de-France, w departamencie Nord.
Według danych na rok 1990 gminę zamieszkiwały 464 osoby, a gęstość zaludnienia wynosiła 49 osób/km² (wśród 1549 gmin regionu Nord-Pas-de-Calais La Groise plasuje się na 805. miejscu pod względem liczby ludności, natomiast pod względem powierzchni na miejscu 355.).